# Le Club de la chance (roman)
Pour les articles homonymes, voir Le Club de la chance.
Le Club de la chance (titre original : The Joy Luck Club) est un roman de l’écrivaine américaine Amy Tan publié en 1989.